# Buster's Little Game
Buster's Little Game è un cortometraggio muto del 1913 diretto e interpretato da William Duncan.

## Produzione
Il film fu prodotto dalla Selig Polyscope Company.

## Distribuzione
Distribuito dalla General Film Company, il film - un cortometraggio in una bobina - uscì nelle sale cinematografiche statunitensi il 17 dicembre 1913, sottotitolato The Comeback Surprises the Ranchers.